# Parafia Najświętszej Maryi Panny Częstochowskiej w Częstochowie
Parafia Najświętszej Maryi Panny Częstochowskiej w Częstochowie – rzymskokatolicka parafia, położona w dekanacie Częstochowa – św. Wojciecha, archidiecezji częstochowskiej w Polsce, erygowana w 1995.

## Historia
Budowę tymczasowej kaplicy rozpoczęto 17 kwietnia, a ukończono pod koniec lipca 1995. Pierwszym proboszczem został ks. Krzysztof Jacniacki. 2 grudnia 1995 roku ówczesny arcybiskup częstochowski Stanisław Nowak poświęcił plac pod budowę kościoła. Pozwolenie na budowę uzyskano w 1997. 3 grudnia tegoż roku poświęcono fundamenty świątyni. W 2006 zmieniono proboszcza na ks. Ryszarda Umańskiego, po tym, jak dotychczasowy proboszcz, Krzysztof Jacniacki, zgwałcił dwudziestoletnią parafiankę, za co został skazany przez sąd na 3 lata pozbawienia wolności. W 2020 roku ponownie zmieniono proboszcza na ks. Zbigniewa Jeża, z powodu przeniesienia ks. Ryszarda Umańskiego do pobliskiej parafii św. Wojciecha.